# Phalacrocorax atriceps
Phalacrocorax atriceps là một loài chim trong họ Phalacrocoracidae.
Đây là loài cốc có màu đen trắng bản địa các đảo cận Nam Cực, bán đảo Nam Cực và miền nam Nam Mỹ, chủ yếu là ở các vùng ven biển đá, nhưng cũng ở các hồ nội địa lớn. Nó đôi khi được đặt trong chi Leucocarbo. Nó còn được gọi là chim cốc mắt lục, và rất nhiều cái tên khác.